# Alveopora minuta
Alveopora minuta är en korallart som beskrevs av Veron 2002. Alveopora minuta ingår i släktet Alveopora och familjen Poritidae. IUCN kategoriserar arten globalt som starkt hotad. Inga underarter finns listade i Catalogue of Life.